# Abraham Rozenbaum
Abraham Rozenbaum – polski aktor teatralny żydowskiego pochodzenia, wieloletni aktor Teatru Żydowskiego w Łodzi i Teatru Żydowskiego w Warszawie.

## Kariera
Teatr Żydowski w Warszawie
- 1967: Matka Courage i jej dzieci
- 1967: Dzień i noc
- 1966: Swaty
- 1966: Ludzie
- 1965: Urodziłem się w Odessie...
- 1965: Pusta karczma
- 1964: Wielka wygrana
- 1963: Serkełe
- 1962: Bar-Kochba
- 1960: Trzynaście beczek dukatów
- 1959: Zielone pola
- 1958: Glikl Hameln
- 1957: Matka Courage i jej dzieci
- 1957: Dybuk

Teatr Powszechny
- 1952: Godzien litości
- 1952: Zgubiony list

Teatr Żydowski w Łodzi
- 1951: W noc zimową...
- 1949: Mój syn
- 1948: Glikl Hameln żąda...